# Metaquiralidad
La metaquiralidad es una forma más fuerte de quiralidad. Se aplica a objetos o sistemas que son quirales (no idénticos a su imagen especular) y donde, además, su imagen especular tiene un grupo de simetría que difiere del grupo de simetría del objeto o sistema original.
Muchos objetos quirales familiares, como la letra mayúscula 'Z' incrustada en el plano, no son metaquirales. El grupo de simetría de la letra mayúscula 'Z' incrustada en el plano consta de la transformación de identidad y una rotación de más de 180˚ (media vuelta). En este caso, la imagen especular tiene el mismo grupo de simetría. En particular, los objetos asimétricos (que sólo tienen la transformación de identidad como simetría, como una mano humana) no son metaquirales, ya que la imagen especular también es asimétrica. En general, los objetos bidimensionales y los objetos tridimensionales acotados no son metaquirales.
Un ejemplo de objeto metaquiral es una escalera helicoidal infinita. Una hélice en 3D tiene una dirección (ya sea hacia la izquierda o hacia la derecha, como la rosca de un tornillo), por lo que se diferencia de su imagen especular. Una escalera helicoidal infinita, sin embargo, sí que tiene simetrías: operaciones de tornillo, es decir, una combinación de una traslación y una rotación. El grupo de simetría de la imagen especular de una escalera helicoidal infinita también contiene operaciones de tornillo. Pero son de lados opuestos y, por lo tanto, los grupos de simetría difieren. Tenga en cuenta, sin embargo, que estos grupos de simetría son isomorfos.
De los 219 grupos espaciales, 11 son metaquirales. Un buen ejemplo de estructura espacial metaquiral es el cristal K 4, también conocido como Triamond, y que aparece en la obra de arte matemática Bamboozle.